# کریس کوی
کریس کوی (انگلیسی: Chris Coy؛ زادهٔ ۱ مه ۱۹۸۶) بازیگر اهل ایالات متحده آمریکا است. وی از سال ۲۰۰۷ میلادی تاکنون مشغول فعالیت بوده‌است.
از فیلم‌ها یا برنامه‌های تلویزیونی که وی در آن نقش داشته‌است، می‌توان به کشتن دو عاشق، کسل، فلش فوروارد، گرین‌برگ، هاوایی فایو-زیرو، پرندگان کوچک و از شر شیطان نجاتمان ده اشاره کرد.